# Michelle Bergadaà
Michelle Bergadaà, née le 9 mai 1954 à Tarbes (France), est une professeure émérite en sciences de gestion, de nationalités suisse, canadienne et française. Connue pour ses travaux sur l’intégrité académique et la lutte contre le plagiat, elle est fondatrice et présidente de l'Institut de recherche et d'action sur la fraude et le plagiat académiques (IRAFPA). Ses prises de position, notamment sur l’impact de l’IA générative dans le milieu universitaire, sont régulièrement relayées dans la presse,,.

## Biographie

### Formation
Après un MBA à HEC Montréal (1983), Michelle Bergadaà obtient en 1987 un Ph.D. en marketing à l’Université de Montréal, récompensé par l’« AMA Doctoral Dissertation Award » en 1988.

### Carrière académique
Elle commence à enseigner à l’Université du Québec à Montréal (UQAM) de 1983 à 1986. Nommée ensuite à l’ESSEC Business School (France) en 1986, elle y reste jusqu’en 1997 comme professeure titulaire.
En 1997, elle rejoint l’Université de Genève (Suisse) en tant que professeure ordinaire en sciences de gestion. Elle y fonde l'Observatoire des valeurs de la stratégie et du management (OVSM) en 1999. Elle a publié plus de 150 articles scientifiques et onze ouvrages académiques. Ses recherches, d’abord consacrées au marketing et au comportement du consommateur, se concentrent progressivement sur l’éthique universitaire. Elle a également été rédactrice en chef de la revue Recherche et Applications en Marketing (1990-1992).
Professeure émérite depuis 2019, elle continue à intervenir dans de nombreux colloques et événements internationaux.

## Engagement pour l’intégrité académique
Face à l’essor du plagiat dans le milieu universitaire, Michelle Bergadaà crée en 2004 le site collaboratif « Responsable » pour dynamiser la réflexion sur la déontologie scientifique.
En 2016, elle fonde l’Institut de recherche et d'action sur la fraude et le plagiat académiques (IRAFPA), association scientifique indépendante dédiée à la sensibilisation et au traitement de l’inconduite académique. Elle en est la présidente et défend l’idée d’une « responsabilité sociétale académique ».
Ses analyses sur la montée des « délinquants de la connaissance » à l’ère de l’IA sont souvent reprises dans les médias,, tout comme ses commentaires sur les affaires de plagiat universitaire, telles que l’annulation de thèses pour fraude ou plagiat à l’université Paris-I ou l’affaire Idriss Aberkane en France,.
En 2021, elle est élue présidente du Comité d’éthique de l’Université de Pau et des Pays de l’Adour (UPPA).

## Contributions majeures

### Recherche sur l’intégrité académique
Michelle Bergadaà s’est imposée comme l’une des chercheuses centrales dans le champ des sciences de l’intégrité. Elle pointe l’évolution des pratiques frauduleuses, notamment le ghostwriting et le recours à l’IA générative pour produire ou remanier textes et données. Elle propose des typologies de « délinquants de la connaissance » (manipulateur, fraudeur, bricoleur, tricheur) et alerte sur la dérive du « publish or perish » qui encourage l’inflation de publications pseudo-scientifiques.

### Approche pluridisciplinaire
Au sein de l’IRAFPA, elle promeut une méthode d’intervention alliant philosophie, psychologie, droit, sociologie et management. Des écoles d’été et colloques internationaux sont organisés pour former et sensibiliser les acteurs de l’enseignement supérieur, et dénoncer, selon ses mots, « toute corruption académique » qui mettrait en péril la confiance entre le monde scientifique et la société civile.

## Publications notables
- Le plagiat académique : comprendre pour agir, Éditions L'Harmattan, 2015
- Le temps entre science et création : les nouvelles frontières de l'intégrité académique, Éditions EMS, 2020 (label FNEGE 2021)
- L’urgence de l’intégrité académique, co-dir. avec Paulo Peixoto, Éditions EMS, 2021
- Les nouvelles frontières de l’intégrité académique, ouvrage collectif, 2023

## Distinctions
- 1988 : AMA Doctoral Dissertation Award pour sa thèse de doctorat[12]
- 2014 : Prix « Implication exceptionnelle pour l’intégrité » lors de l’International Marketing Trends Conference à Venise[13]
- 2019 : Grand Prix international de l’innovation pédagogique (CIDEGEF, FNEGE, AUF) pour « Projets Responsables »[14]
- 2021 : Label FNEGE pour Le temps entre science et création (catégorie « Essai »)[15]

## Réception et couverture médiatique
Michelle Bergadaà a été sollicitée par la presse pour décrypter les scandales de plagiat universitaire ou commenter l’impact de l’IA sur l’éthique académique,,, Elle a notamment réagi à des cas de plagiat retentissants (Idriss Aberkane, Arash Derambarsh...) pour souligner les failles du système de validation des thèses et l’importance d’une meilleure formation à l’intégrité académique,.

## Philosophie et approche
Michelle Bergadaà défend une posture proactive dans la lutte contre la fraude, privilégiant la prévention et la formation. Elle juge la sanction indispensable, mais insiste sur la nécessité d’impliquer tous les acteurs (étudiants, enseignants, instances de direction). À l’ère des outils d’IA générative, elle alerte sur la facilité grandissante des nouveaux « copier-coller », invitant à dépasser la logique du « publish or perish » pour réaffirmer la primauté de la qualité et de la probité dans la recherche,.